# تیراندازی

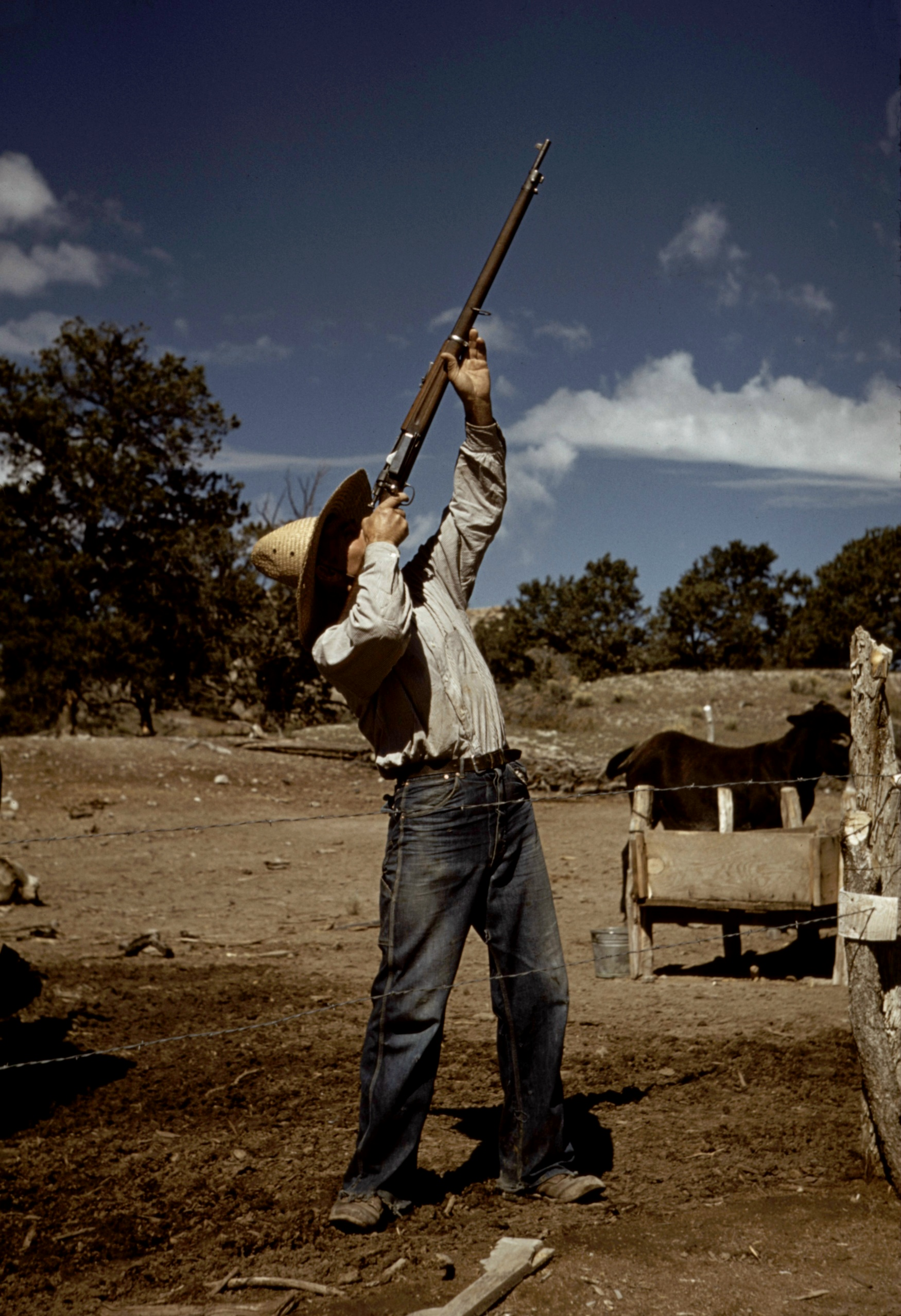
تیراندازی برای شکار

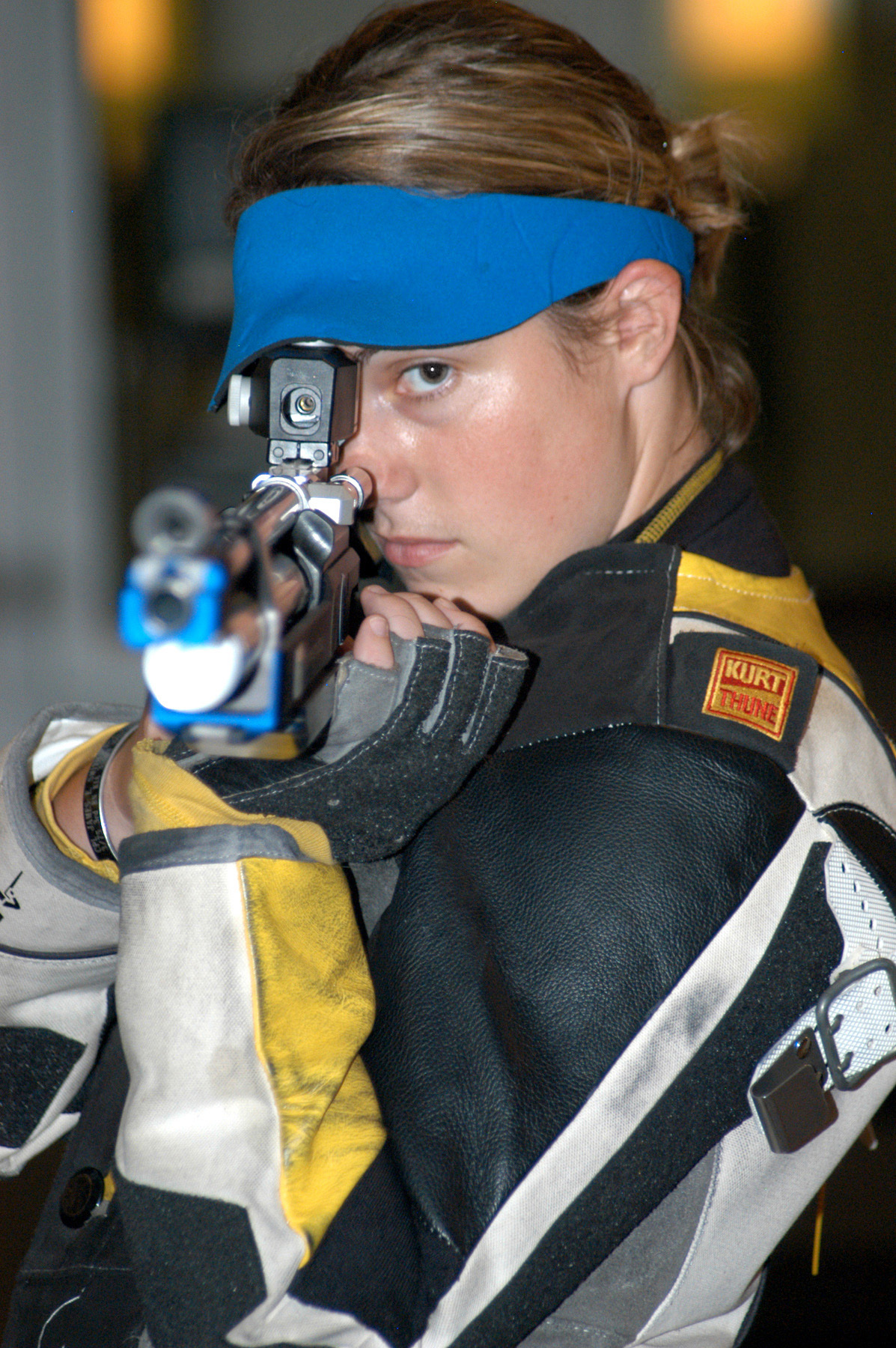
تیراندازی ۱۰ متر ایستاده با تفنگ بادی

تیراندازی (به انگلیسی: Shooting) به پرتاب یا شلیک کردن تیر به وسیلهٔ کمان یا اسلحه (تفنگ، تپانچه یا شاتگان) گفته می‌شود.
اسلحه گرم:ورزش تیراندازی (به انگلیسی: Shooting sport) یک ورزش رقابتی بر اساس دقت و سرعت و تصمیم‌گیری به موقع است که به وسیله (تفنگ، تپانچه) انجام می‌شود.
تیراندازی رابطه مستقیمی با قدرت تمرکز نیز دارد به گونه‌ای که افراد برای بالابردن سطح تمرکز به تیراندازی روی می‌آورند.
تیراندازی با کمان یا تیر و کمان فعالیتی است که می‌تواند به عنوان ورزش یا برای شکار یا برای جنگ استفاده شود.

## نگارخانه

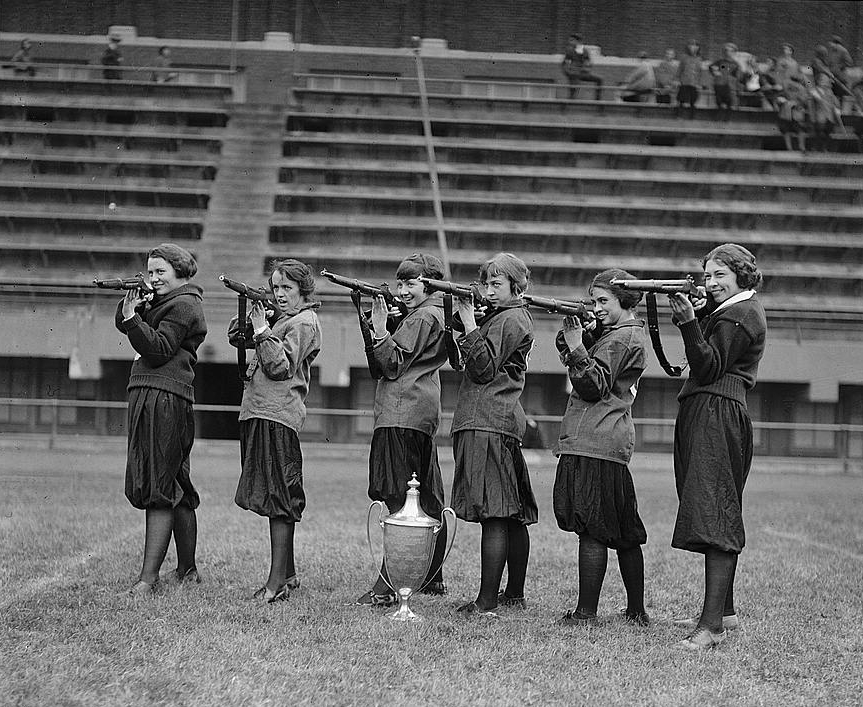
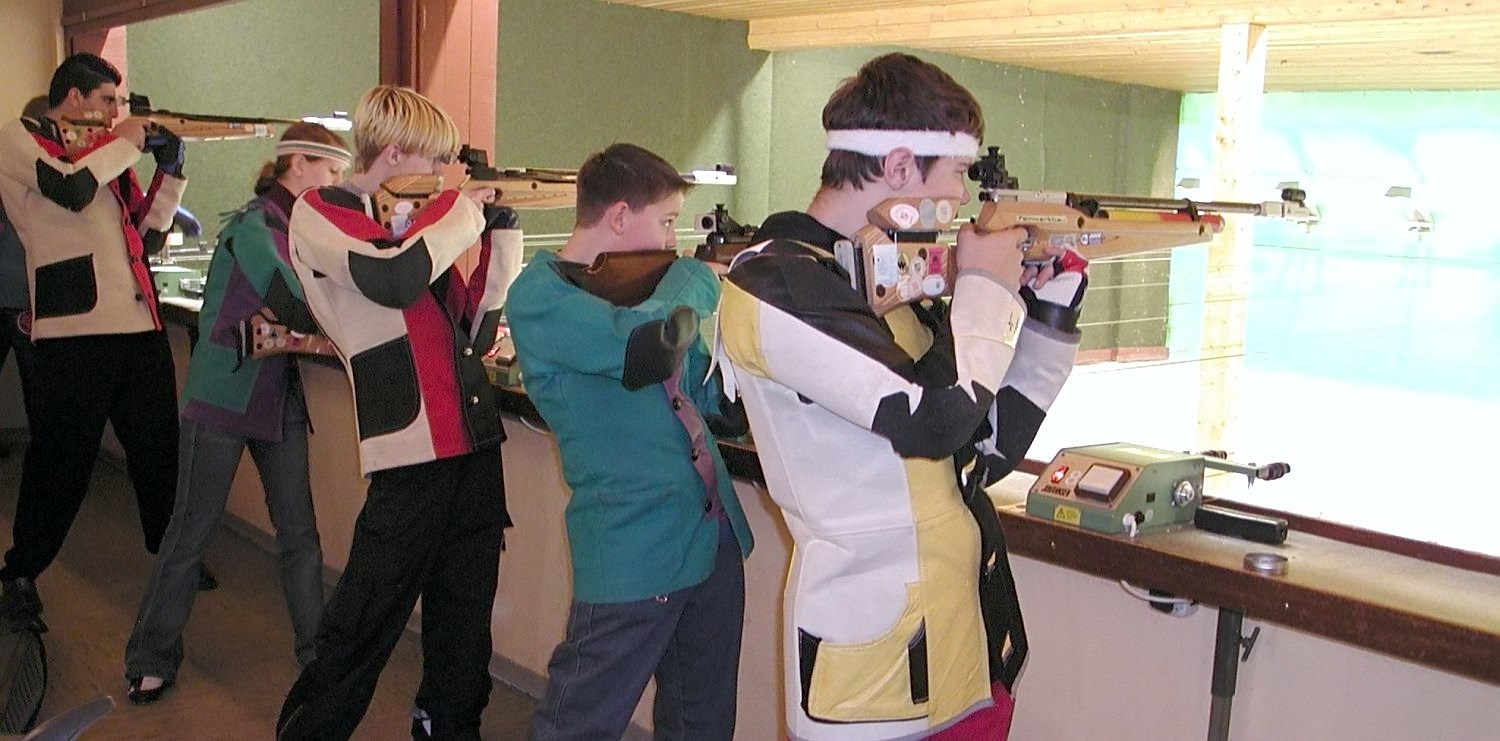
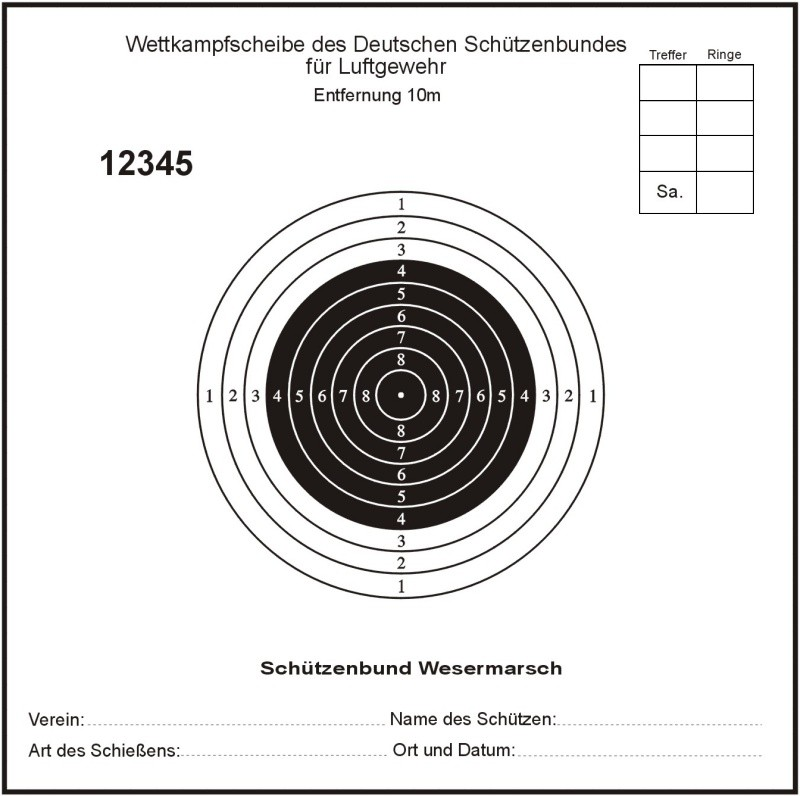
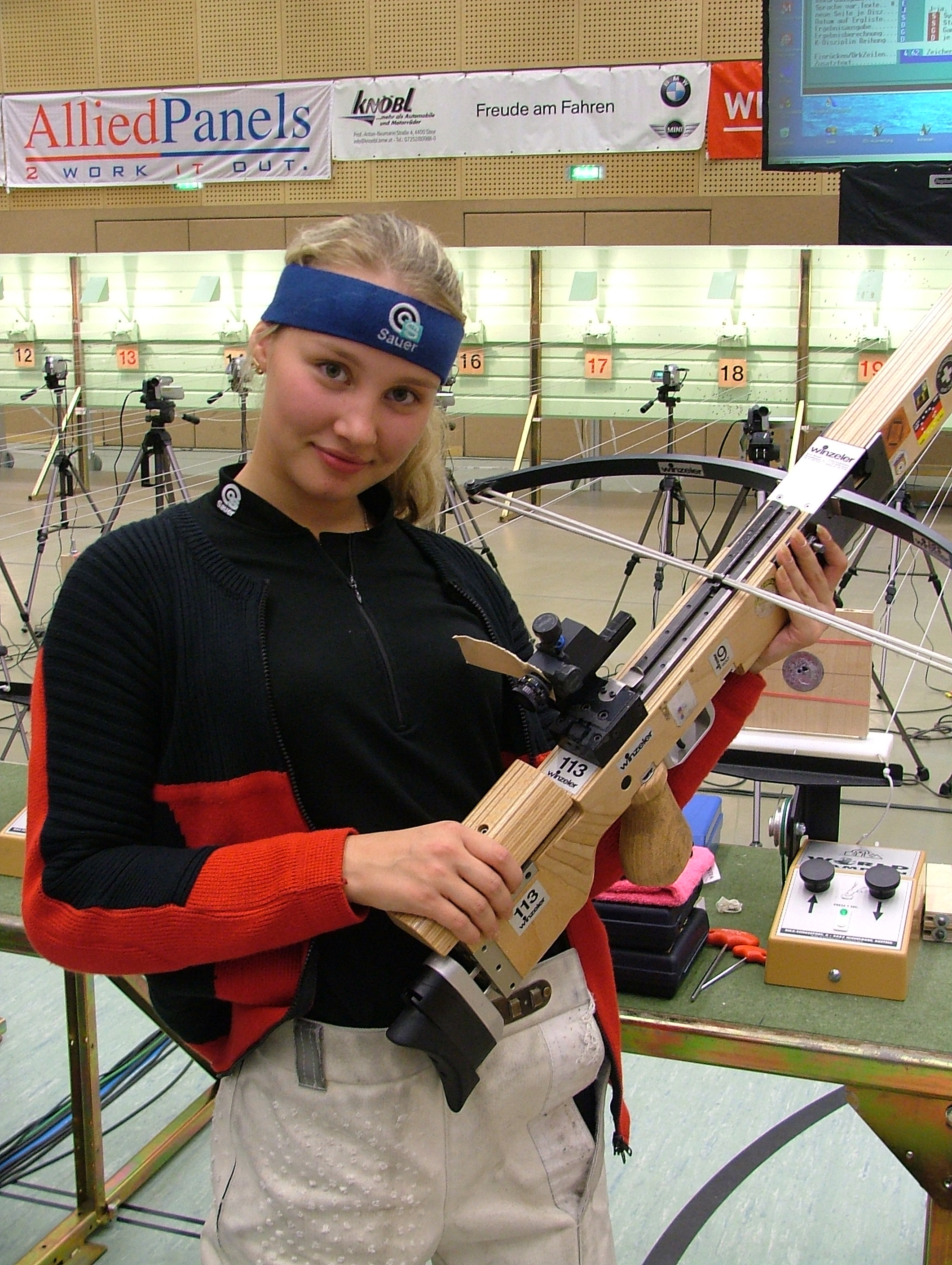

### سازمان‌های بین‌المللی
- International Confederation of Fullbore Rifle Associations (ICFRA)
- International Shooting Sport Federation
- International Practical Shooting Confederation
- International Defensive Pistol Association
- Worldwide Fullbore and High Power Ranges on Google Earth بایگانی‌شده  در ۲۰ فوریه ۲۰۰۸ توسط Wayback Machine

### دیگر
- National Rifle Association (of the UK)
- National Target Shooting Association (of Ireland)
- National Association of Sporting Rifle & Pistol Clubs (of Ireland)
- Hong Kong Shooting Assiciation (A member agency of Sports Federation & Olympic Committee of Hong Kong, China) (چینی)
- UK Clay Pigeon Shooting Association
- Traveling and Shooting in the USA
- Collection of targets to print and use in archery and shooting
- ShootingWiki.org
- Encyclopedia of Bullseye Shooting
- Belgrade Shooting Association